# 真·三国无双 英杰传
《真·三国无双 英杰传》是由光荣特库摩公司发行的战略角色扮演游戏。相比光荣之前推出的《真·三国无双》系列游戏，本作不再着眼于游戏中的动作要素，而更注重游玩时采取的策略。《英杰传》在PlayStation 4和PlayStation Vita都有发布（同时也是该系列第2款在PSV发布的游戏），而在日本国内还发布了PlayStation 3版。“英杰传”的名称来自光荣在1995年发行的《三国志英杰传》。本作的标语是：“这是，前所未见的三国志”。
作为一款策略类游戏，《真·三国无双：英杰传》不再以系列中正篇强调的“一骑当千”作为卖点，而注重回合制策略；其与各部《帝国》同时注重策略和战斗的进行方式又有不同。玩家需要控制一个最多5名角色的团队在网格上移动，使用正确的道具（而不是组合键）来达成目标。游戏中地图大多选自《真·三国无双7：帝国》，地形则经过了调整以适应网格。

## 系统
本作中，人物出招分为四种常规攻击和两种特殊攻击（EX攻击）以及三种无双乱舞，每个角色都有攻击力、防御力、敏捷度等六项属性。每个角色开始游戏时都会获得一些行动力点数，使用行动力成功击破敌人会填充共鸣槽，共鸣槽满则可发动“共鸣无双乱舞”。行动力点数在每一关卡开始前都会补充。根据所选游戏难度和击破敌人的等级，角色可获得相应的经验值和技能点。每一关的可选人物与该关卡的剧情有关，而赵云作为中心人物在每一关都可用。本作同样包含称为“天绊镜”的好感度系统，不同武将之间有不同的特殊对话。

## 人物
本作的主人公为赵云，另有两名原创虚拟人物为主要角色。本作的剧情发生在黄巾之乱到刘备攻下成都之间，所以一些曾经在系列中登场的角色（例如晋势力的大部分武将）都不会在本作出现。人物造型采用《真·三国无双7：帝国》中的外观。

### 主要人物
- 赵云（配音：小野坂昌也）：本作中心人物，也是整个《真·三国无双》系列的看板人物，属于蜀汉势力。
- 雷斌（配音：古川慎）：字师伯，赵云的同乡和朋友，与赵云共同解救了黎霞。喜好钻研历史。其武器为散箭弩，系《真·三国无双7》中练师的武器修改版（而练师后来改用鸳鸯钺）。
- 黎霞（配音：津田美波）：被封印在常山某个神社的仙女，后被赵云和雷斌解救。拥有影响周围友军战斗力的神力，但玩家不可操作。

### 其他人物
- 蜀（16）：关羽、张飞、诸葛亮、刘备、马超、黄忠、魏延、关平、庞统、姜维、马岱、徐庶、关兴、张苞、关银屏、法正
- 吴（18）：周瑜、陆逊、孙尚香、甘宁、孙坚、太史慈、吕蒙、黄盖、周泰、凌统、孙策、孙权、小乔、大乔、练师、鲁肃、韩当、朱然
- 魏（17）：夏侯惇、典韦、张辽、曹操、许褚、夏侯渊、徐晃、张郃、曹仁、曹丕、甄姬、贾诩、郭嘉、乐进、李典、于禁、荀彧
- 晋（04）：司马懿、司马师、司马昭、王元姬
- 其他（06）：貂蝉、吕布、吕玲绮、陈宫、董卓、袁绍

## 故事
本作的故事围绕寻找“五行珠”展开。赵云和同乡好友雷斌在黄巾之乱后偶然发现了被封印数千年的黎霞，将其解救后应要求辗转全国各地寻找散落的五行珠。与此同时，各军阀也在寻找它们，赵云和雷斌必须周旋于列强之间，集齐五行珠。另一方面，上古时代的怪物“蚩尤”，正在降临赵云和雷斌的身边……

## 开发、销量与评价
| 汇总媒体   | 得分   | 得分   |
| 汇总媒体   | PSV    | PS4    |
| ---------- | ------ | ------ |
| Metacritic | 62/100 | 70/100 |

本作于2015年开始开发，2016年4月首次发表，发表时“开发已完成七成”。Omega Force开发本作的动机，是想继2002年的《三国志战记》之后，在已有的真·三国无双游戏基础上建立一种全新的游戏类型。本作于2016年8月正式发布日版，支持PS4、PS3和PS Vita终端。当年11月，光荣宣布将发行英文版，次年正式在欧洲和北美地区推出，不支持PS3版。游戏发售后的第一个星期就以6,084份的销量进入PS4畅销游戏前15名，而PS3和PSV版则因销量未能进入前20名未予公开。
评论汇总媒体Metacritic为本作的PS4和PS Vita版分别打出70分和62分（满分均为100分）。

## 注解
1. ↑  这不是真·三国无双系列第一次使用《英杰传》的名称，《真·三国无双6》中的“传说模式”在观赏已开放动画的“鉴赏室”下也叫做“英杰传”。
2. ↑  日語：